# Haruka Ōsawa
Haruka Ōsawa (japanisch 大澤 春花, Ōsawa Haruka; * 15. April 2001 in Tokio) ist eine japanische Fußballspielerin, die für den VfB Stuttgart und die japanische Fußballnationalmannschaft der Frauen spielt.

## Karriere

### Verein
Ōsawa spielte in der Jugend ab dem U13-Bereich für JEF United Ichihara Chiba. Für diesen Klub debütierte sie 2021 in der professionellen WE League.
Zur Saison 2025/26 wechselte Ōsawa zum VfB Stuttgart, bei dem sie einen bis Juni 2027 datierten Vertrag unterzeichnete.

### Nationalmannschaft
Bei den Asienspielen im Herbst 2023 gewann Ōsawa mit Japan den Titel und erzielte eines von ihren insgesamt sieben Turniertoren im Endspiel gegen Nordkorea. Für die japanische A-Nationalmannschaft kam sie im Juli 2025 bei der Fußball-Ostasienmeisterschaft der Frauen gegen Taiwan und Südkorea zum Einsatz. Dabei erreichte sie mit Japan den dritten Platz.